# Pinas
Pinas település Franciaországban, Hautes-Pyrénées megyében. Lakosainak száma 445 fő (2022. január 1.). Pinas Uglas, Villeneuve-Lécussan, Lannemezan, Cantaous és Lécussan községekkel határos.

## Népesség
A település népességének változása:
| Lakosok száma | 466  | 456  | 460  | 446  | 445  | 450  | 454  | 450  | 445  |
|               | 2013 | 2015 | 2016 | 2017 | 2018 | 2019 | 2020 | 2021 | 2022 |